# Jacques Cassagne
Jacques Cassagne, también llamado Jacques de Cassaigne (1 de enero de 1633 - 19 de mayo de 1679), fue un eclesiástico, poeta y moralista francés, nacido en Nîmes y muerto en París. Fue elegido miembro de la Academia Francesa  en 1662 para el asiento número 22, a los 29 años de edad.

## Datos biográficos
Fue doctor en teología y trabajó como bibliotecario para el acervo del rey de Francia. Ingresó a la Academia Francesa a la edad de 29 años. En 1663, fue uno de los cuatro primeros miembros de la « Petite Académie » de la que habría de surgir la Academia de las inscripciones y lenguas antiguas creada por Jean-Baptiste Colbert. Redactó, en 1665, el preámbulo de las Obras Completas de Jean-Louis Guez de Balzac editadas por Valentin Conrart y publicó en 1674 un Tratado de moralidad sobre el valor. Tradujo del latín la Retórica de Cicerón y las Historias de Salustio. Jean Chapelain dijo de él que había escrito « más naturalmente que de manera adquirida, particularmente en los obras de los humanistas. » (Citado por la Academia Francesa.)
Fue un predicador reconocido por su elocuencia. Nicolas Boileau, sin embargo, en su tercera Sátira se burló cruelmente de él por sus sermones, hecho que según algunos autores provocó la muerte prematura del joven poeta cuya salud era endeble. Como poeta, Cassagne fue del partido de los "Modernos" en la famosa querella "Antiguos contra Modernos" (Querelle des Anciens et des Modernes). Publicó en 1668 un poema sobre la conquista de la región Franco Condado (Franche-Comté) y en 1672 un Poema sobre la guerra de Holanda. 
| Predecesor: Antoine Gérard de Saint-Amant | Academia Francesa (asiento número 22) 1662 - 1679 | Sucesor: Louis de Verjus |